# Blood is Not Fresh Water
Pour plus de détails, voir Fiche technique et Distribution.
Blood is Not Fresh Water (ደም ንጹህ ውሃ አይደለም) est un film documentaire éthiopien écrit et réalisé par Theo Eshetu et sorti en 1997. 

## Synopsis
Blood Is Not Fresh Water est un voyage passionné du réalisateur en Éthiopie, terre d'origine du réalisateur. À travers le portrait de son grand-père, l'historien le plus renommé d'Éthiopie, Ato Tekle-sadik Mekuria, il tente de contourner les concepts eurocentriques de l'Éthiopie en remontant le temps, allant du présent au passé colonial, puis du mythe d'origine à la découverte paléo-anthropologique du premier être humain, Lucy. 
L'approche est légère, humoristique, sympathique et compatissante et les problèmes les plus graves de l'Éthiopie des années 1990 sont vu dans un contexte culturel d'une richesse inattendue.

## Fiche technique
- Titre original : Blood is Not Fresh Water
- Réalisation : Theo Eshetu
- Scénario :
- Photographie :
- Montage : Walter Fasano
- Pays de production : Éthiopie
- Langue originale :
- Format : couleur
- Genre : documentaire
- Durée : 57 minutes
- Date de sortie :  
  - Éthiopie : 1997

## Narrateurs
- Theo Eshetu
- Emma Stowe
- Rinaldo Rainero